# Hospital Ramos Mejía
L'Hospital General de Agudos José María Ramos Mejía (conegut simplement com a Hospital Ramos Mejía) és un hospital situat a la ciutat de Buenos Aires. Depèn del govern de la ciutat i el seu director, des del mes de març de 2009 és el Dr. Eduard Seoane.

## Història
L'hospital inicialment es va situar en una sèrie de pallisses que van servir com a lloc d'atenció de malalts durant l'epidèmia de còlera en 1868 i més tard va ser uns dels que va atendre als soldats ferits durant la guerra de la Triple Aliança.
El 1883 es va inaugurar formalment l'hospital amb el nom de San Roque, ja adreçat tant a dones com a homes i nens.El conjunt d'edificis va ser projectat per l'arquitecte municipal Juan Antonio Buschiazzo. Es va edificar sobre un terreny de 16.900 metres quadrats, gairebé dues illes. Amb un estil arquitectònic senzill però no desproveït de l'elegància d'acord amb el que en aquella època se'ls donava als edificis destinats a la salut. L'Hospital San Roque, tal com fou nomenat, va ser inaugurat el diumenge 12 d'agost de 1883, en una cerimònia presidida pel Dr. Ramos Mejía.
El 1886 l'atenció comença a ser mixta i es crea el servei de pediatria. Dos anys després es comença la construcció de quatre nous pavellons. Davant la gran demanda donada pel creixement exponencial de la ciutat, s'improvisen carpes al jardí per a 600 malalts. Per 1892 s'inauguren pavellons destinats a ginecologia, clínica mèdica i poc temps després, una maternitat. En l'edificació es va aprofitar gran quantitat d'elements producte de les demolicions realitzades en l'obertura de l'Avenida de Mayo, inaugurada el 1894.
El Dr Jose María Ramos Mejía, va morir el 19 de juny de 1914, el mateix any el consell deliberant que l'establiment sanitari fos rebatejat amb el nom de Ramos Mejía.
Entre el seu cos de metges van passar noms cèlebres com el del Dr. José María Ramos Mejía, el Dr. Juan B. Justo (que va introduir l'asèpsia, i després va ser expulsat per les seves idees polítiques), Cecilia Grierson primera metgessa del país va donar els seus primers passos a l'hospital. Julián Aguilar, Enrique Corbellini, Pedro Chutro, Julio Méndez, Francisco Sicardi i Ricardo Nolting.
El 1953 el ministre de la Nació el Dr. Ramón Carrillo va dur a terme la completa remodelació del la majoria dels pavellons de l'hospital, incloent un nou sector de cures especials, el canvi de tota la instal·lació elèctrica, col·locació de nous capçals de llit amb oxigen, aspiració i aire comprimit; sector per a pacients aïllats.

En 1977, Osvaldo Cacciatore, intendent de facto durant l'última dictadura militar, decideix la destrucció de dos pavellons de l'hospital, tots dos del costat del carrer Venezuela per a estacionaments privats.Durant la intendència de Carlos Grosso, l'hospital es trobava fortament deteriorat, es va encarregar la seva remodelació al grup Sideco Americana, del grup Mari. Durant aquesta remodelació desapareixerien elements de bronze de les façanes i canonades, posteriorment esclataria una controvèrsia pel sobrepreu en les reformes que comportaria una investigació sobre els directius de Sideco i l'intendent Grosso.